# N-Acetilaspartilglutamatna kiselina
N-Acetilaspartilglutamatna kiselina (N-acetilaspartilglutamat, NAAG, spaglumska kiselina) je neuropeptid koji je jedan od najprevalentnih neurotransmitera u nervnom sistemu sisara. NAAG sadrži  -acetilaspartinsku kiselinu (NAA) i glutaminsku kiselinu koje su spojene peptidnom vezom. NAAG je otkriven kao peptid koji je specifičan za nervni sistem 1965, ali nije bio ekstenzivno studiran. NAAGaktivira specifični receptor, metabotropni glutamatni receptor 3. On se enzimatski sintetiše iz njegova dva prekurzora, a katabolizuje ga NAAG peptidaze u sinapsi. Inhibicija tih peptidaza ima potencijalno važne terapeutske efekte u životinjskim modelima nekoliko neuroloških stanja i poremećaja.
NAAG se koristi kao antialergijski lek u kapima za oči i nazalnim preparatima.